# 德拉扬
德拉扬（法語：Draillant，法語發音：[dʁajɑ̃]）是法国上萨瓦省的一个市镇，属于托农莱班区。

## 地理
德拉扬（46°18'18"N, 6°27'33"E）面积10.41 平方千米，位于法国奥弗涅-罗讷-阿尔卑斯大区上萨瓦省，该省份为法国东部省份，历史上为薩伏依的一部分，北与瑞士接壤，西接安省，南至萨瓦省，东与瑞士和意大利接壤。
与德拉扬接壤的市镇（或旧市镇、城区）包括：阿兰日、阿贝尔波什、吕兰、奥尔西耶、佩里涅。
德拉扬的时区为UTC+01:00、UTC+02:00（夏令时）。

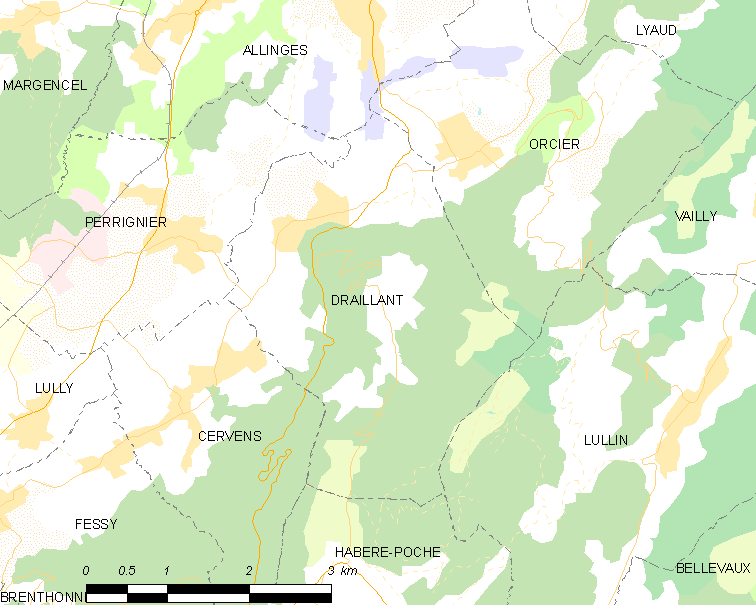
德拉扬的OSM定位图

## 行政
德拉扬的邮政编码为74550，INSEE市镇编码为74106。

## 政治
德拉扬所属的省级选区为托农莱班县。

## 人口

1962-2008年间德拉扬人口变化图示

德拉扬于2022年1月1日时的人口数量为875人。